# Хаураки (залив)
Залив Хаураки (англ. Hauraki Gulf, маори Tīkapa Moana [tiːkapa mɔana]) — залив в северной части острова Северный (Новая Зеландия). Расположен между городом Окленд, полуостровом Коромандел и равнинами Хаураки. Название с языка маори переводится как «северный ветер».
Залив является частью Тихого океана, с водами которого соединён тремя проливами — Колвилл, Крэдок и Джеллико — в северной и восточной частях. В северной части Хаураки расположены острова Грейт-Барриер, Литтл-Барриер, острова архипелага Мокохинау; в западной — группа небольших островов (например — Браунс). В восточной части залив омывает полуостров Коромандел. На острове Берджесс, входящем в состав архипелага Мокохинау, в 1883 году построен маяк.
На берегу залива развит туризм (рыбалка, сёрфинг, дайвинг). В феврале 2000 года залив был объявлен морским заповедником «Морской парк залива Мокохинау» (англ. Hauraki Gulf Marine Park).

## Обитатели
В заливе обитают виды редких морских существ. В воды залива Хаураки приплывают гладкие киты, в большинстве случаев для размножения. Именно из-за рыбной ловли и тем самым уничтожения фауны залив пришлось объявить заповедником. Но и сейчас две трети заповедника открыты для рыбной ловли.